# Fello Star
Actualités
Le Fello Star (signification "étoile au-dessus de la montagne" en poular) est un club de football guinéen de la ville de Labé, capitale du Fouta-Djalon.

## Palmarès
- Championnat de Guinée (4)
  - Champion : 2006, 2008, 2009, 2010
  - Vice-champion : 2005, 2011

- Coupe de Guinée (2)
  - Vainqueur : 2000, 2004

- Supercoupe de Guinée (2)
  - Vainqueur : 2007, 2009

## Anciens joueurs
- Victor Correia
- Ibrahima Conté
- Abdoulaye Soumah (en)